# Badara Mamaya Sène
Alh. Badara Mamaya Sène (* 5. März 1945; † 22. Juni 2020 in Rufisque) war ein senegalesischer Fußballschiedsrichter.

## Leben
Sène begann 1984 mit der Tätigkeit als Schiedsrichter und leitete seitdem mehr als 75 internationale FIFA-Spiele auf der ganzen Welt. So leitete er 1992 beispielsweise das Final des Afrikanischen Nationen-Pokals zwischen Ghana und der Cote d’voire in Dakar.
Sène war ehemaliger Vorsitzender des CAF-Schiedsrichterausschusses (CAF Referee Committee) unter dem früheren Präsidenten Issa Hayatou. Sène war auch von 2009 bis 2014 Bürgermeister der Stadt Rufisque.
Sène starb im Alter von 71 Jahren in seinem Haus in Rufisque.